# Joncourt
Pour l’article ayant un titre homophone, voir Joncour.
Cet article possède un paronyme, voir Jeancourt.
Joncourt est une commune française située dans le département de l'Aisne, en région Hauts-de-France.

## Géographie

### Communes limitrophes
| Estrées        | Beaurevoir | Montbrehain |
| Nauroy         | Joncourt   | Ramicourt   |
| Magny-la-Fosse | Levergies  |             |

### Hydrographie
La commune est située dans le bassin Artois-Picardie. Elle n'est drainée par aucun cours d'eau.

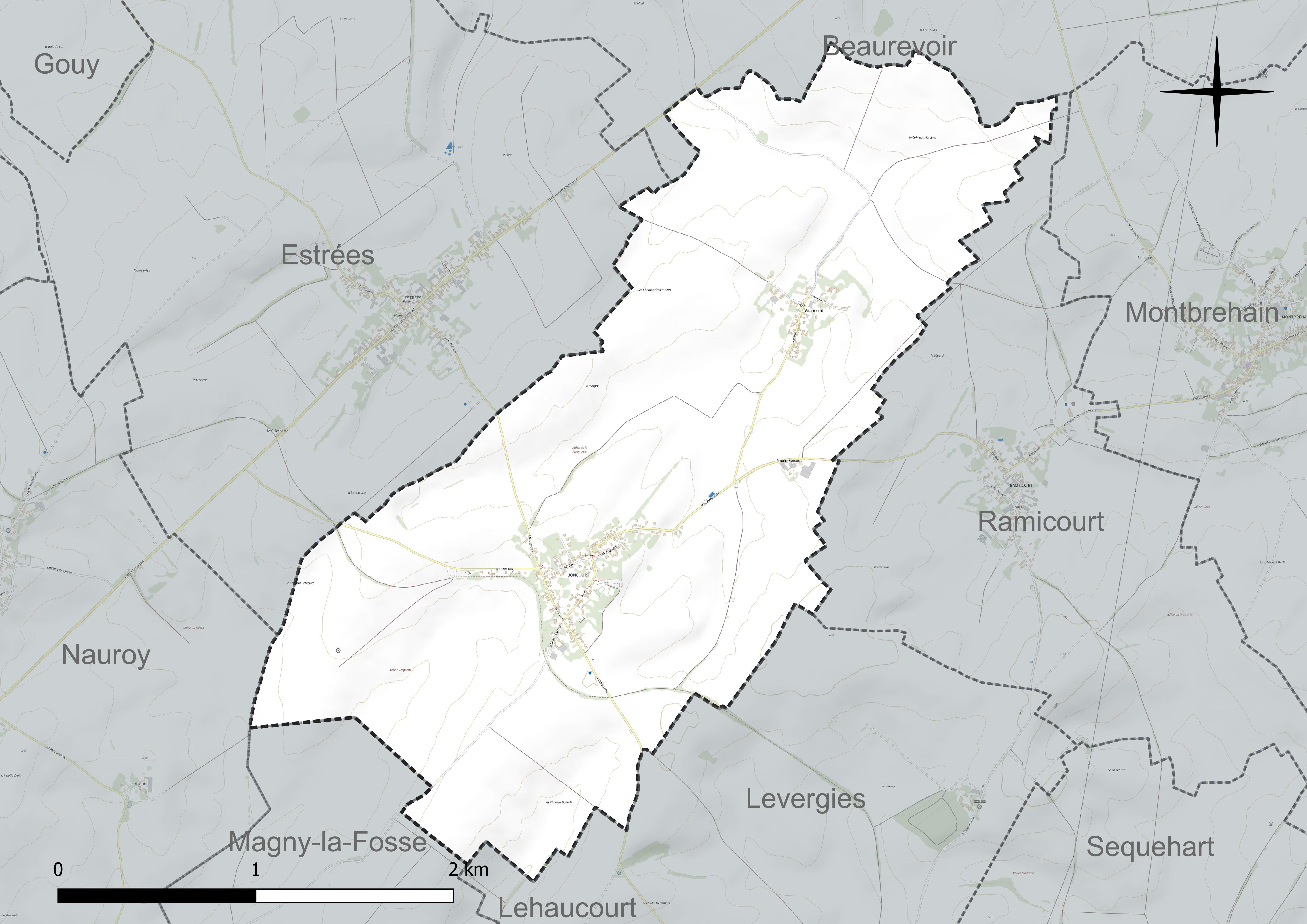
Réseau hydrographique de Joncourt.

### Climat
Pour des articles plus généraux, voir Climat des Hauts-de-France et Climat de l'Aisne.
En 2010, le climat de la commune est de type climat océanique dégradé des plaines du Centre et du Nord, selon une étude du CNRS s'appuyant sur une série de données couvrant la période 1971-2000. En 2020, Météo-France publie une typologie des climats de la France métropolitaine dans laquelle la commune est dans une zone de transition entre le climat océanique et le climat océanique altéré et est dans la région climatique Nord-est du bassin Parisien, caractérisée par un ensoleillement médiocre, une pluviométrie moyenne régulièrement répartie au cours de l'année et un hiver froid (3 °C).
Pour la période 1971-2000, la température annuelle moyenne est de 10 °C, avec une amplitude thermique annuelle de 14,5 °C. Le cumul annuel moyen de précipitations est de 759 mm, avec 11,8 jours de précipitations en janvier et 9,2 jours en juillet. Pour la période 1991-2020, la température moyenne annuelle observée sur la station météorologique la plus proche, située sur la commune d'Épehy à 13 km à vol d'oiseau, est de 10,6 °C et le cumul annuel moyen de précipitations est de 752,8 mm,. Pour l'avenir, les paramètres climatiques de la commune estimés pour 2050 selon différents scénarios d'émission de gaz à effet de serre sont consultables sur un site dédié publié par Météo-France en novembre 2022.

## Urbanisme

### Typologie
Au 1er janvier 2024, Joncourt est catégorisée commune rurale à habitat dispersé, selon la nouvelle grille communale de densité à 7 niveaux définie par l'Insee en 2022.
Elle est située hors unité urbaine. Par ailleurs la commune fait partie de l'aire d'attraction de Saint-Quentin, dont elle est une commune de la couronne,. Cette aire, qui regroupe 120 communes, est catégorisée dans les aires de 50 000 à moins de 200 000 habitants,.

### Occupation des sols
L'occupation des sols de la commune, telle qu'elle ressort de la base de données européenne d'occupation biophysique des sols Corine Land Cover (CLC), est marquée par l'importance des territoires agricoles (96,3 % en 2018), une proportion identique à celle de 1990 (96,3 %). La répartition détaillée en 2018 est la suivante : 
terres arables (96,3 %), zones urbanisées (3,7 %).
L'évolution de l'occupation des sols de la commune et de ses infrastructures peut être observée sur les différentes représentations cartographiques du territoire : la carte de Cassini (XVIIIe siècle), la carte d'état-major (1820-1866) et les cartes ou photos aériennes de l'IGN pour la période actuelle (1950 à aujourd'hui).

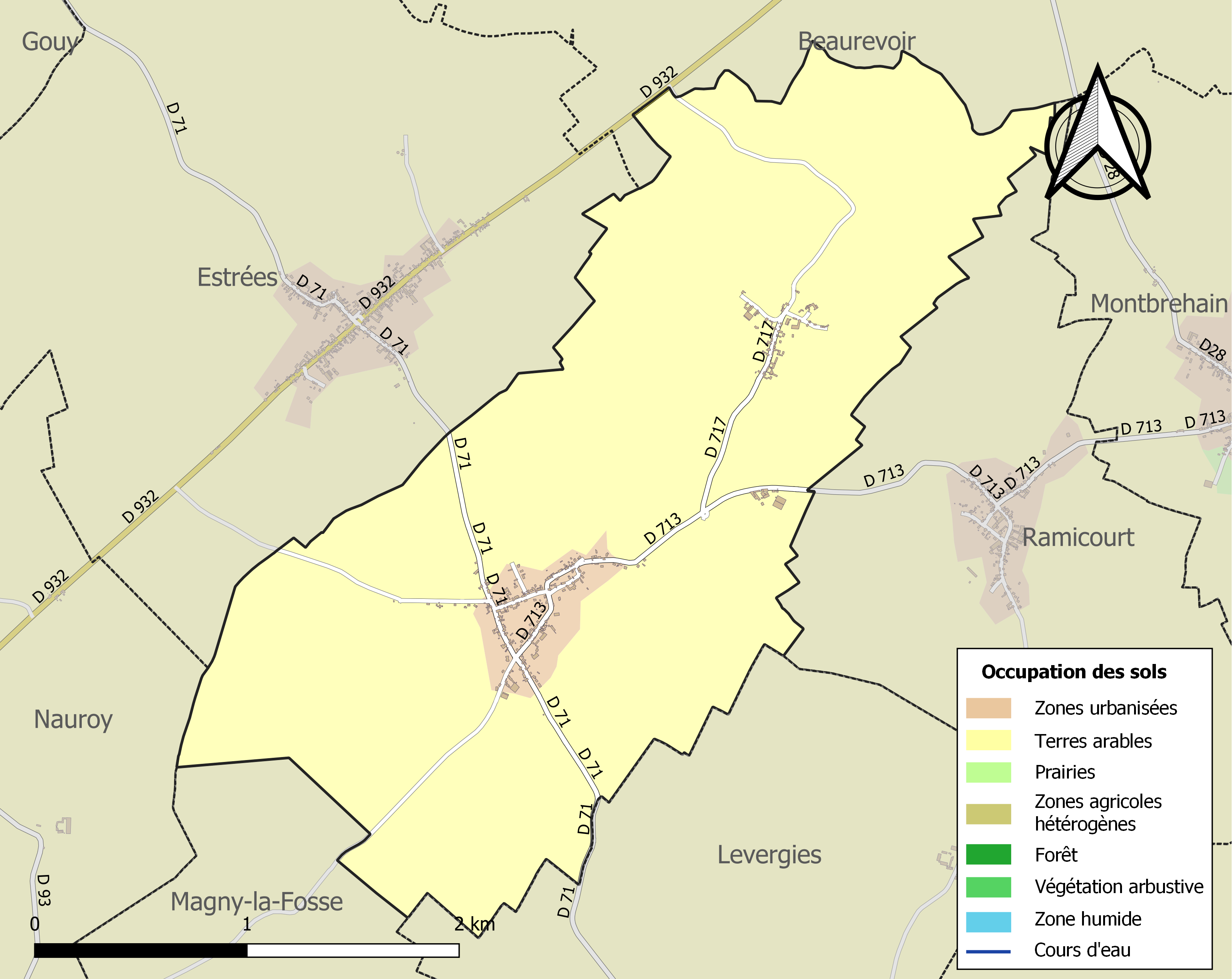
Carte de l'occupation des sols de la commune en 2018 (CLC).

## Toponymie

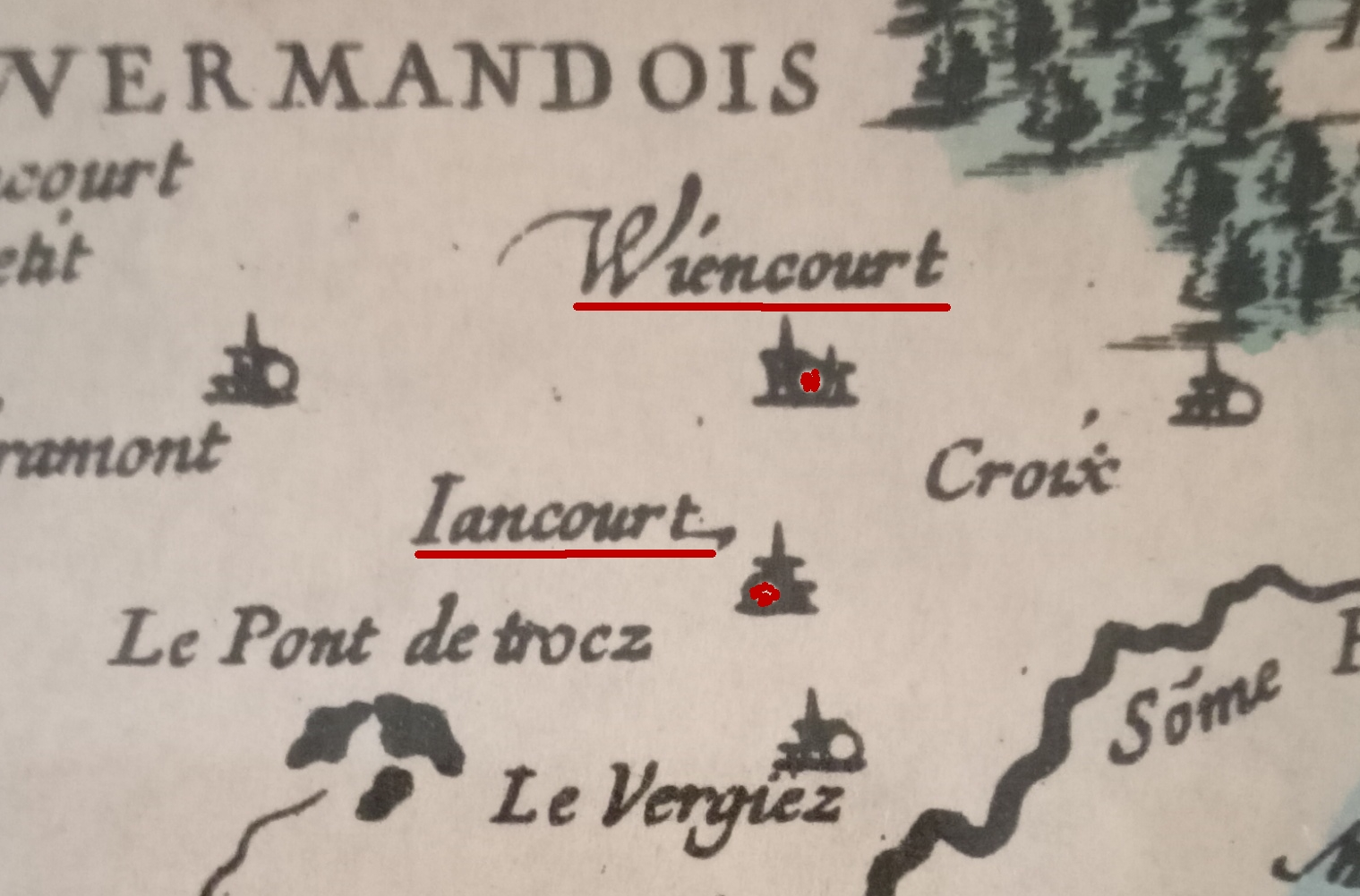
Carte de la Picardie de 1620 - Joncourt et Wiancourt.

Joncourt apparaît pour la première fois en 1154 sous le nom de Joencort dans un cartulaire de l'abbaye du Mont-Saint-Martin puis le nom s'écrira Jomcourt. Au XVIIIe siècle, le village prendra l'orthographe actuelle dans la carte de Cassini.

## Histoire
Carte de Cassini 

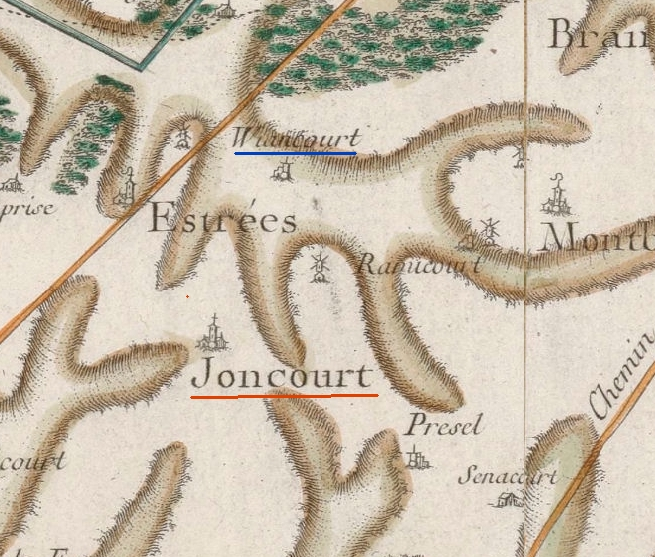
Carte de Cassini du secteur
(vers 1750).

Sur la carte de Cassini ci-contre datant du XVIIIe siècle, Joncourt est une paroisse. 

Le hameau de Wiancourt, au nord, apparaît pour la première fois en 1237 dans un cartulaire du chapitre de Saint-Quentin sous le nom de Wiencourt. Il sera nommé ensuite Villa de Wiencourt-les-Beaurevoir, Viancourt puis Vuiancourt. Le fief de Wiancourt relevait autrefois de Bohain
.
Le moulin figuré au nord-est s'appelait le Moulin Grison. Il était situé sur les hauteurs du chemin de Ramicourt à l'endroit de la ferme actuelle de M. Ricour.

Une monographie du village a été écrite en 1880 par l'instituteur.
Première Guerre mondiale

Après la bataille des Frontières du 7 au 24 août 1914, devant les pertes subies, l'État-major français décide de battre en retraite depuis la Belgique. Dès le 28 août, les Allemands s'emparent de Joncourt et poursuivent leur route vers l'ouest. Dès lors commença l'occupation allemande qui dura jusqu'en octobre 1918. Pendant toute cette période le village restera loin des combats, le front se situant à une quarantaine de kilomètres à l'ouest vers Péronne puis le long de la ligne Hindenburg à partir de mars 1917.
Pendant plus de 4 ans, le village servira de base arrière pour l'armée allemande.
Des arrêtés de la kommandantur obligeaient, à date fixe, sous la responsabilité du maire et du conseil municipal, sous peine de sanctions, la population à fournir : blé, œufs, lait, viande, légumes, destinés à nourrir les soldats du front. Toutes les personnes valides devaient effectuer des travaux agricoles ou d'entretien.
 
En septembre 1918, l'offensive des Alliés sur la ligne Hindenburg porte ses fruits, les Allemands cèdent du terrain peu à peu. Les habitants de Joncourt sont évacués vers l'arrière par les Allemands. Après cinq jours de durs combats, les troupes australiennes et la 32e division britannique s'emparent du village le 4 octobre 1918. Les corps de soldats tués lors de ces affrontements reposent dans les deux cimetières militaires de la commune. L'église et les habitations  ont subi de nombreux dégâts à la suite des bombardements.
Peu à peu, les habitants évacués sont revenus, mais la population de 571 habitants en 1911 n'était plus que de 440 en 1921. Alors commença une longue période de reconstruction des maisons, de la voie ferrée et des routes.

Vu les souffrances endurées par la population pendant les quatre années d'occupation et les dégâts aux constructions, la commune s'est vu décerner la Croix de guerre 1914-1918 (France) le 17 octobre 1920.
Sur le monument aux morts sont inscrits les noms des quinze soldats joncourtois morts pour la France au cours de cette guerre ainsi que
ceux de trois civils.

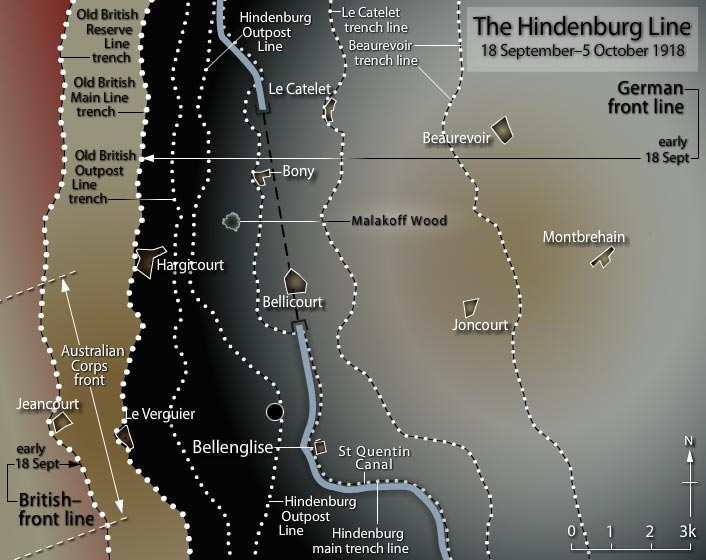
Progression des alliés du 18 septembre au 5 octobre 1918.
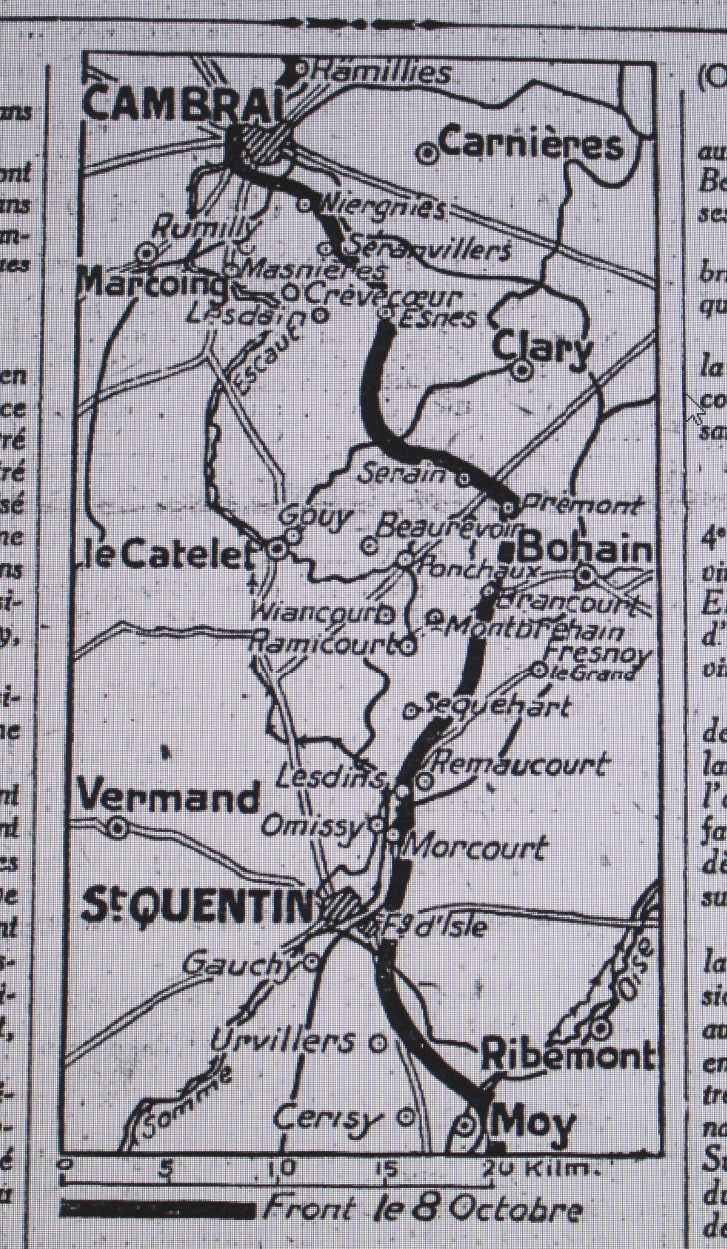
Carte du front le 8 octobre 1918.
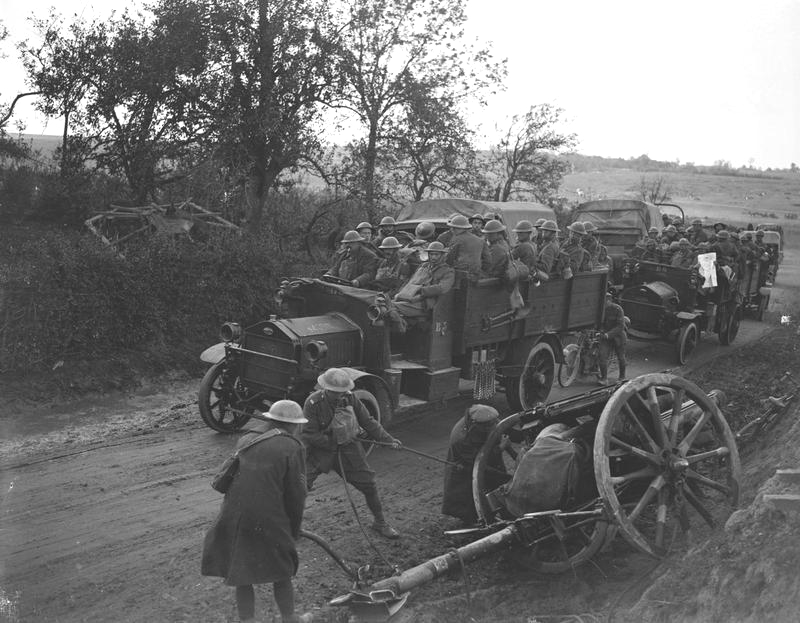
L'armée britrannique à Joncourt en octobre 1918.
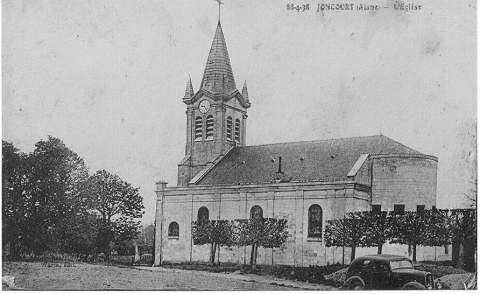
L'église avant 1914.
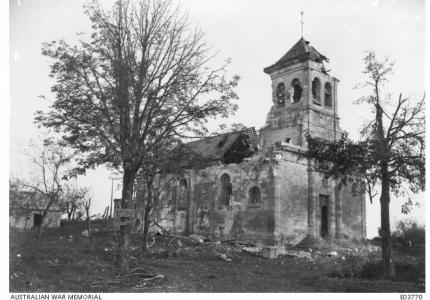
Vue de l'église détruite en 1918.
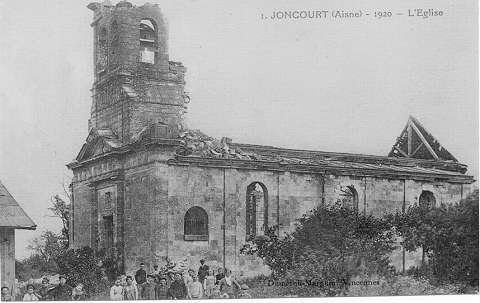
L'église détruite en 1918.
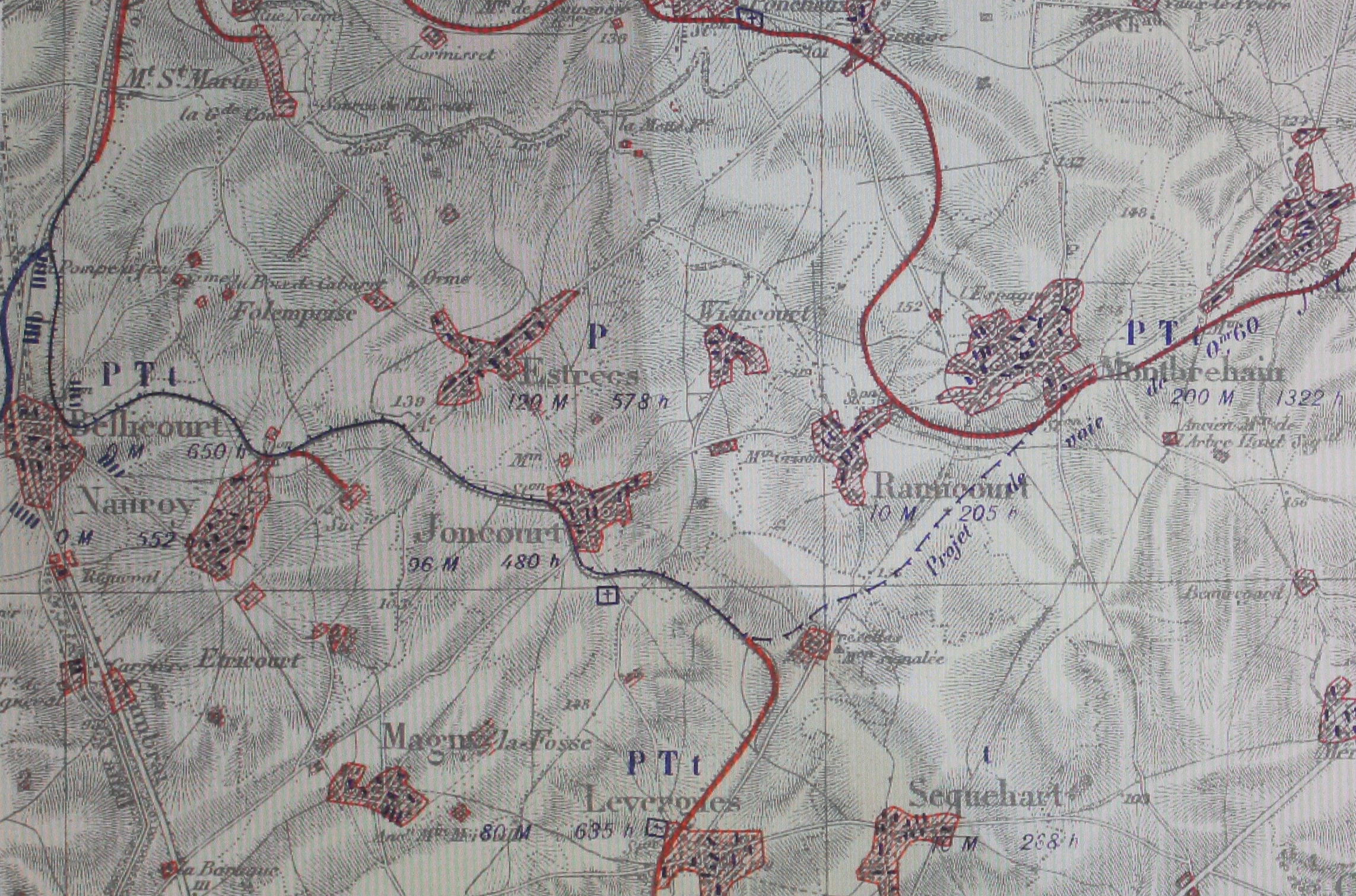
Carte montrant les destructions subies par Joncourt.

 L'ancienne voie ferrée 
De 1892 à 1954, Joncourt a possédé une gare. Elle faisait partie du réseau de chemin de fer dit « d'intérêt local » desservant le Cambrésis dans le département du Nord ainsi que le nord du département de l'Aisne. Elle était sur la ligne Le Catelet-Gouy / Saint-Quentin-Cambrésis longue de 25 km. Elle servait pour le transport du courrier, des marchandises, des betteraves et surtout des Joncourtois qui se rendaient à Saint-Quentin.
De nos jours, la gare est devenue une habitation ; l'ancienne voie est un sentier de randonnée.

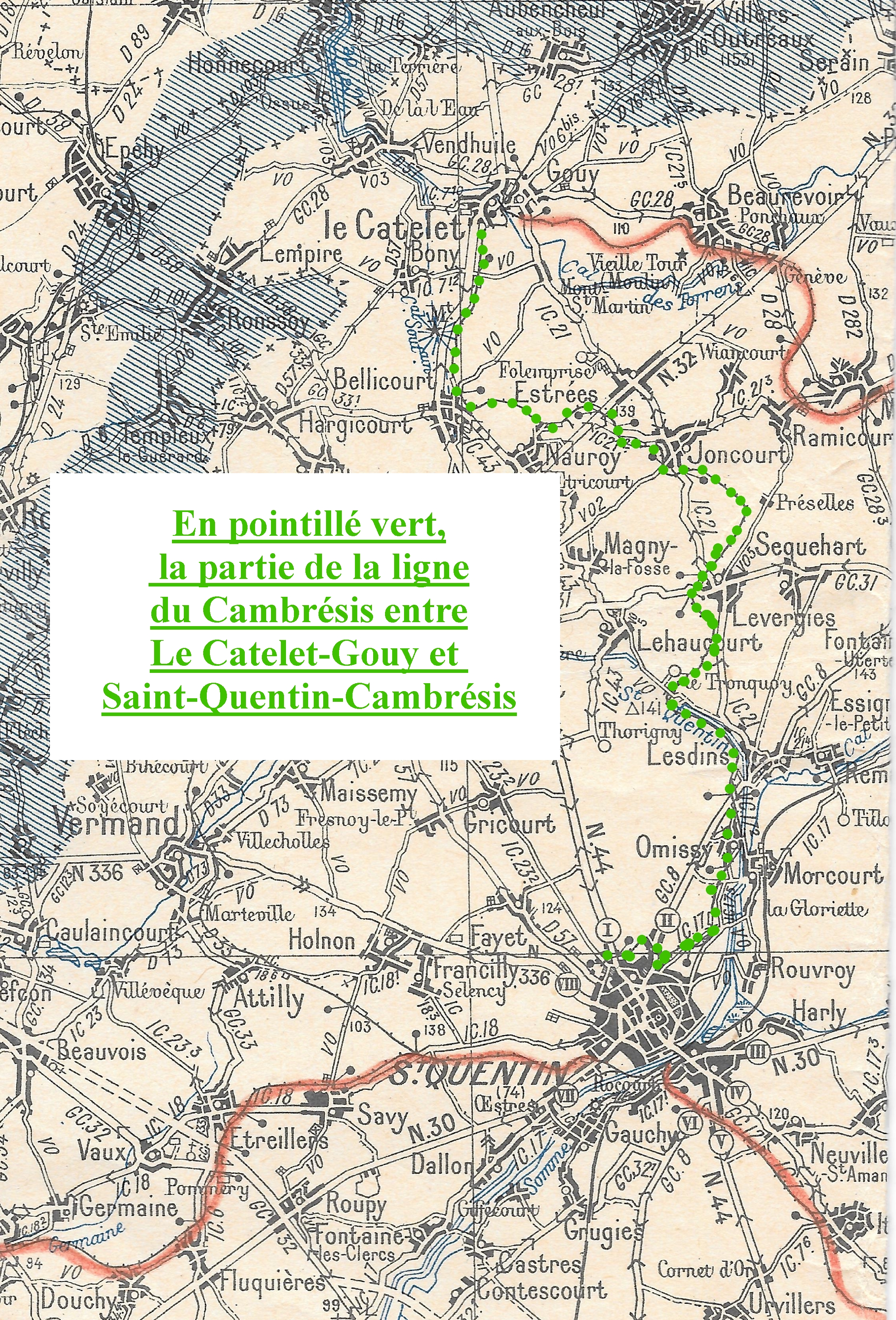
Tracé de la ligne du Cambrésis.
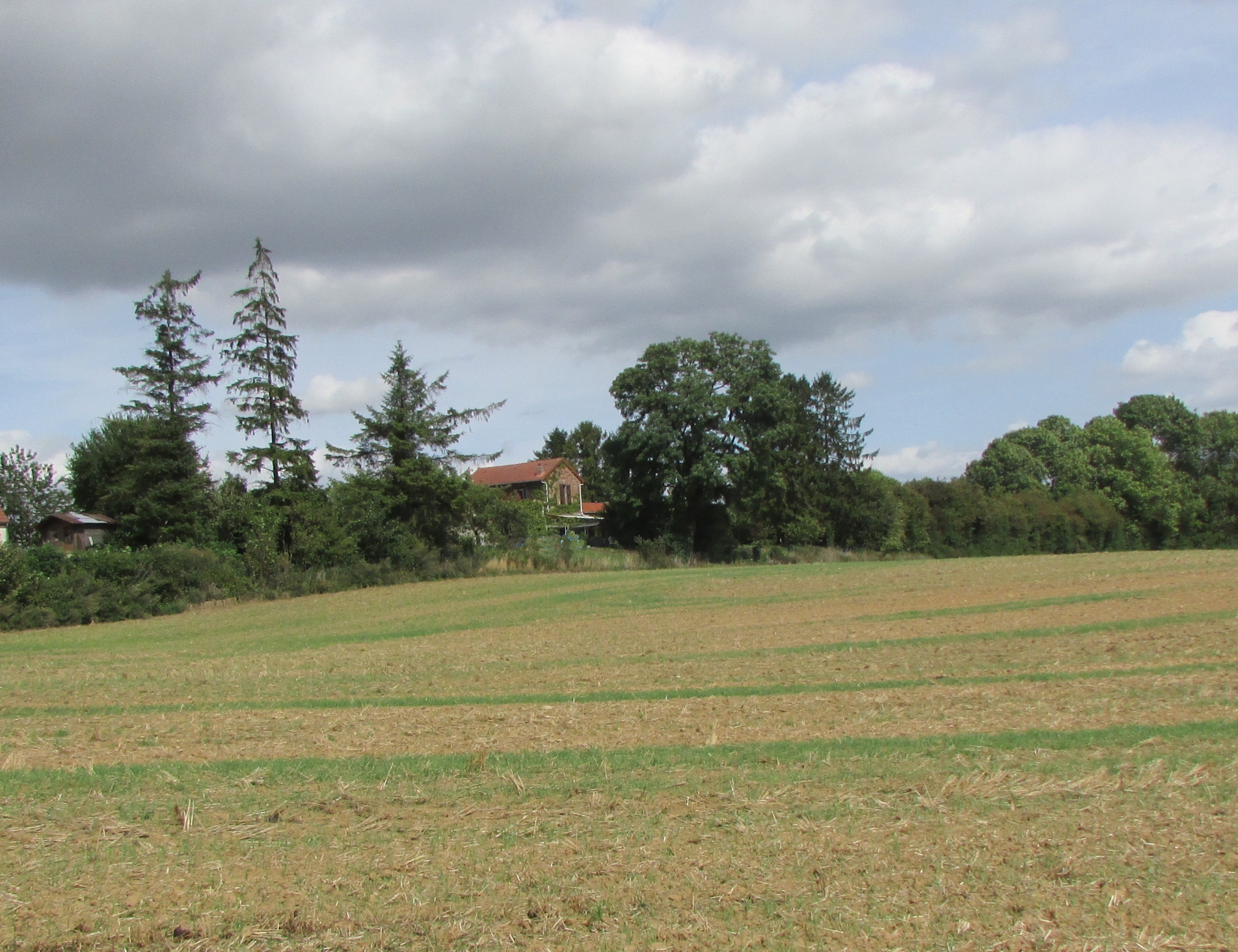
L'ancienne gare devenue habitation.
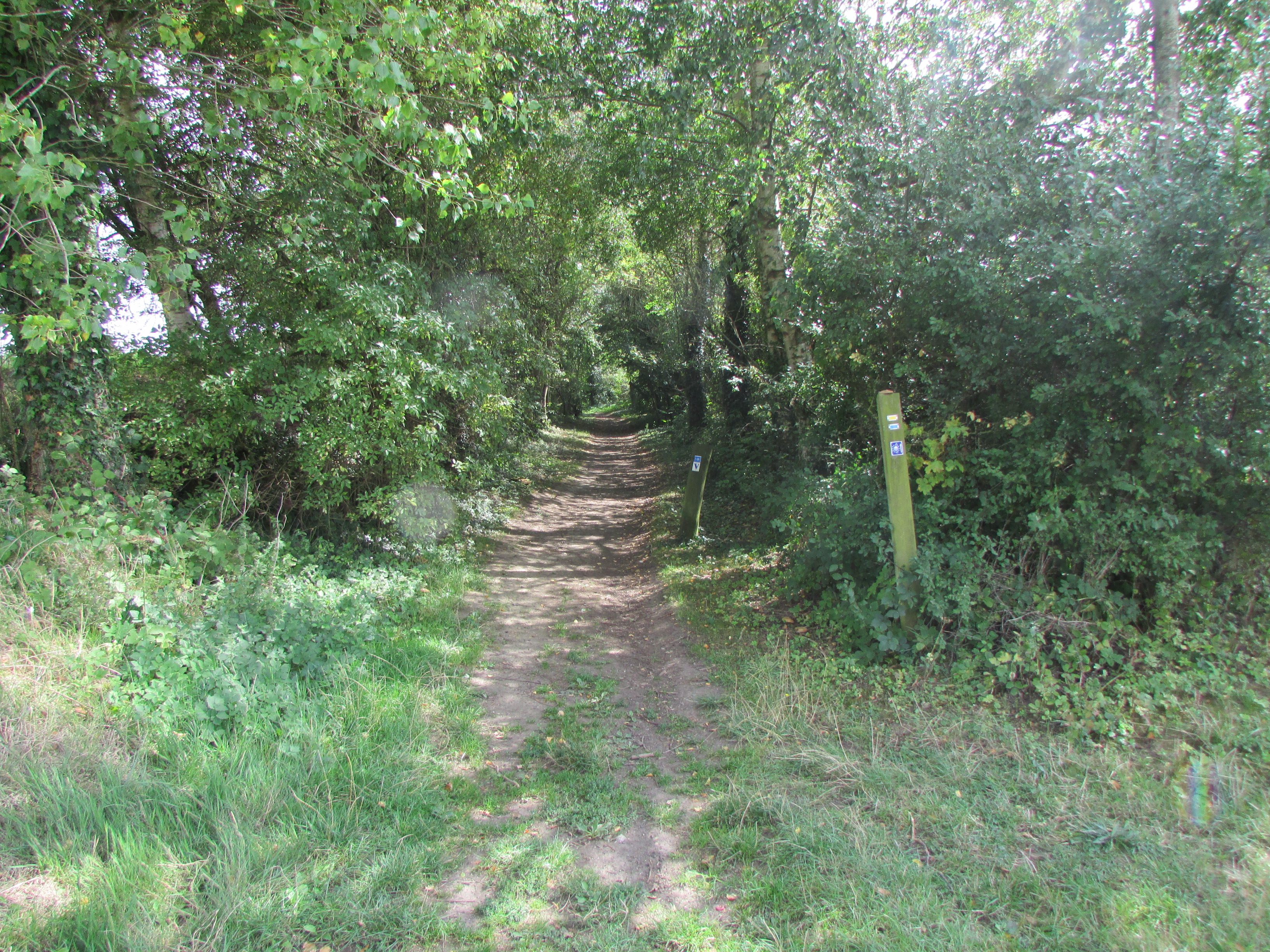
L'ancienne voie ferrée devenue chemin de randonnée.

## Politique et administration

### Découpage territorial
La commune de Joncourt est membre de la communauté de communes du Pays du Vermandois, un établissement public de coopération intercommunale (EPCI) à fiscalité propre créé le 31 décembre 1993 dont le siège est à Bellicourt. Ce dernier est par ailleurs membre d'autres groupements intercommunaux.
Sur le plan administratif, elle est rattachée à l'arrondissement de Saint-Quentin, au département de l'Aisne et à la région Hauts-de-France. Sur le plan électoral, elle dépend du  canton de Bohain-en-Vermandois pour l'élection des conseillers départementaux, depuis le redécoupage cantonal de 2014 entré en vigueur en 2015, et de la deuxième circonscription de l'Aisne  pour les élections législatives, depuis le dernier découpage électoral de 2010.

### Administration municipale
| Période                                  | Période                       | Identité        | Étiquette | Qualité                                    |
| ---------------------------------------- | ----------------------------- | --------------- | --------- | ------------------------------------------ |
| Les données manquantes sont à compléter. |                               |                 |           |                                            |
| 1774                                     |                               | Jean Louis Cocu |           | Mayeur d'Ancien Régime                     |
| Les données manquantes sont à compléter. |                               |                 |           |                                            |
| mars 2001                                | mars 2014                     | René Brule      | DVD       |                                            |
| mars 2014                                | En cours (au 12 juillet 2020) | Philippe Ricour | DVD       | Agriculteur Réélu pour le mandat 2020-2026 |

## Démographie
L'évolution du nombre d'habitants est connue à travers les recensements de la population effectués dans la commune depuis 1793. Pour les communes de moins de 10 000 habitants, une enquête de recensement portant sur toute la population est réalisée tous les cinq ans, les populations de référence des années intermédiaires étant quant à elles estimées par interpolation ou extrapolation. Pour la commune, le premier recensement exhaustif entrant dans le cadre du nouveau dispositif a été réalisé en 2005.

En 2022, la commune comptait 326 habitants, en évolution de +7,59 % par rapport à 2016 (Aisne : −1,97 %, France hors Mayotte : +2,11 %).
| 1793 | 1800 | 1806 | 1821 | 1831 | 1836 | 1841 | 1846 | 1851 |
| ---- | ---- | ---- | ---- | ---- | ---- | ---- | ---- | ---- |
| 650  | 634  | 655  | 725  | 808  | 850  | 860  | 916  | 890  |

| 1856 | 1861 | 1866 | 1872 | 1876 | 1881 | 1886 | 1891 | 1896 |
| ---- | ---- | ---- | ---- | ---- | ---- | ---- | ---- | ---- |
| 881  | 909  | 847  | 846  | 844  | 734  | 710  | 667  | 647  |

| 1901 | 1906 | 1911 | 1921 | 1926 | 1931 | 1936 | 1946 | 1954 |
| ---- | ---- | ---- | ---- | ---- | ---- | ---- | ---- | ---- |
| 609  | 602  | 571  | 440  | 431  | 374  | 339  | 315  | 309  |

| 1962 | 1968 | 1975 | 1982 | 1990 | 1999 | 2005 | 2006 | 2010 |
| ---- | ---- | ---- | ---- | ---- | ---- | ---- | ---- | ---- |
| 313  | 278  | 250  | 259  | 302  | 332  | 326  | 326  | 322  |

| 2015 | 2020 | 2022 | - | - | - | - | - | - |
| ---- | ---- | ---- | - | - | - | - | - | - |
| 306  | 317  | 326  | - | - | - | - | - | - |

## Lieux et monuments
Le hameau de Wiancourt, situé à l'écart de la route de Ramicourt, composé aujourd'hui d'une quinzaine d'habitations, en comptait une cinquantaine sur le plan cadastral de 1832. On constate aussi la présence d'un moulin qui était situé au croisement de la route de Wiancourt et celle de Ramicourt qu'on appelait le « moulin Grison » et qui a donné son nom à la ferme actuelle située à proximité.
- Église Saint-Martin. Remplaçant un édifice plus ancien de style Renaissance construit par les Philippi, seigneurs du Tronquoy, l'église a été reconstruite par A.M. Dablin en 1848 dans le style néo - classique.  Le clocher a été reconstruit après la Grande Guerre. Au-dessus du portail a été rapporté un bas-relief représentant Saint Martin partageant son manteau avec un pauvre. Cette pierre provient de l'ancienne abbaye du Mont-Saint-Martin de Gouy.
- Chapelle funéraire de la famille Philippi.
- Calvaire.

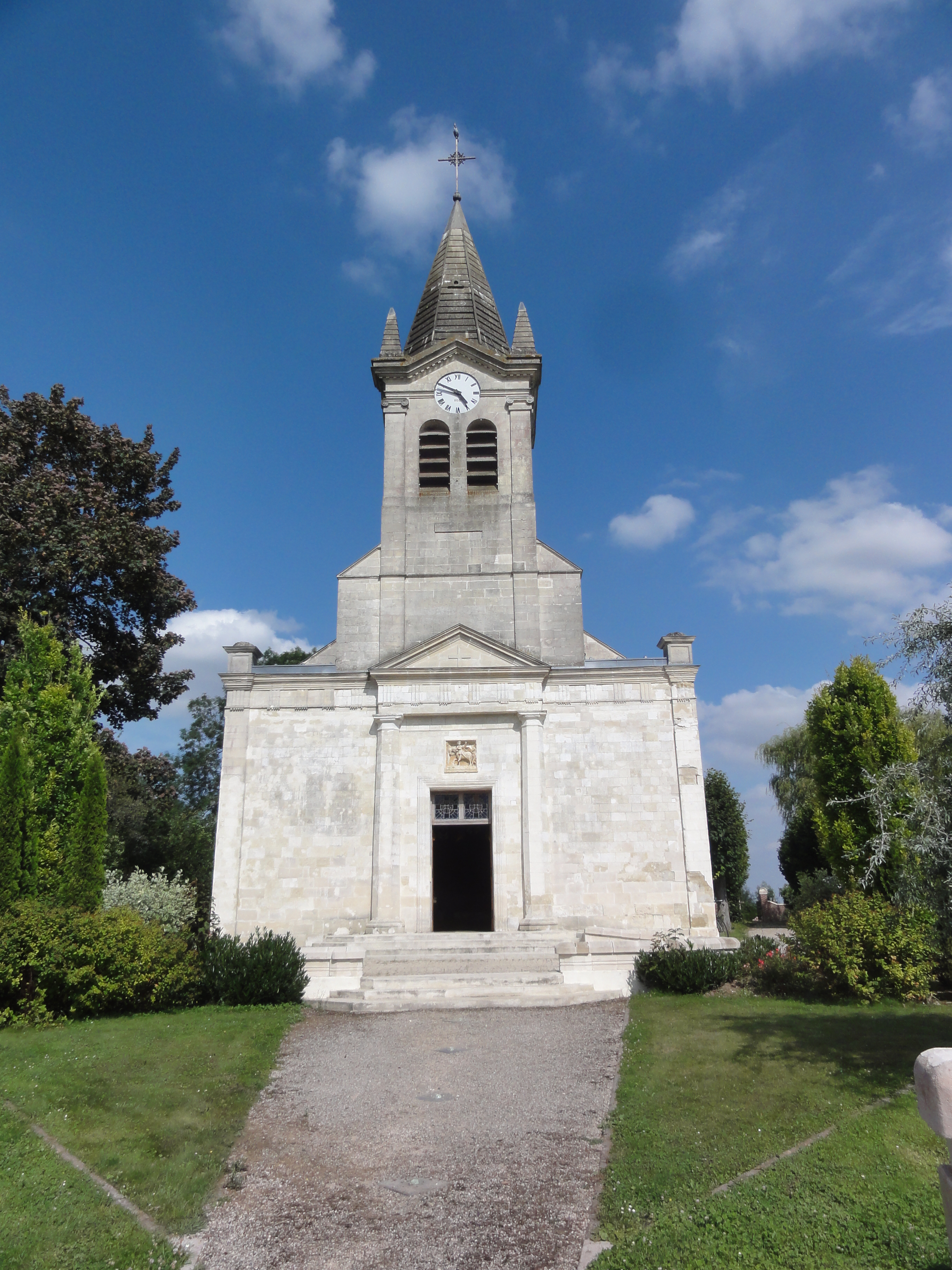
Église Saint-Martin.
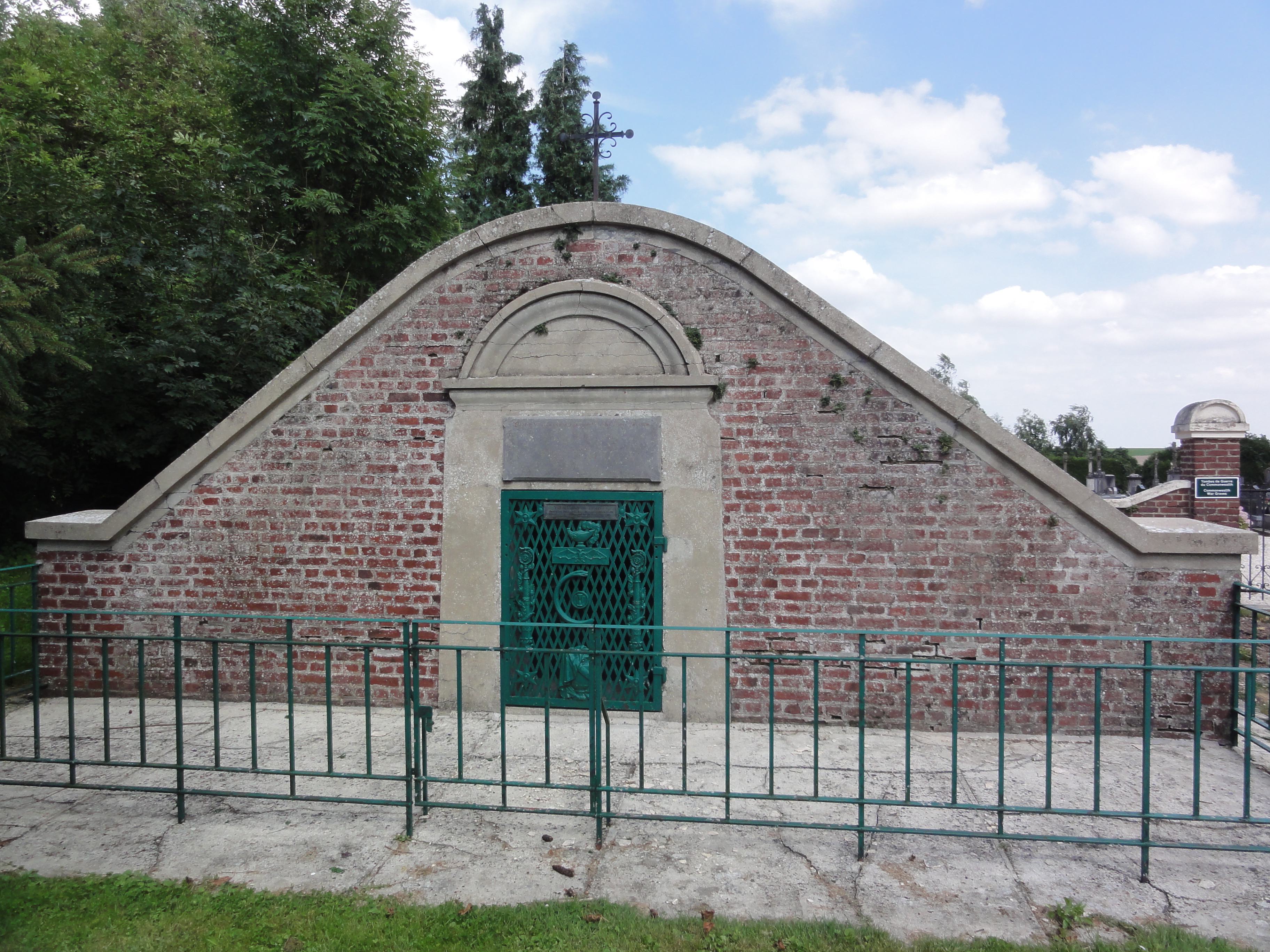
Chapelle funéraire, extérieur.
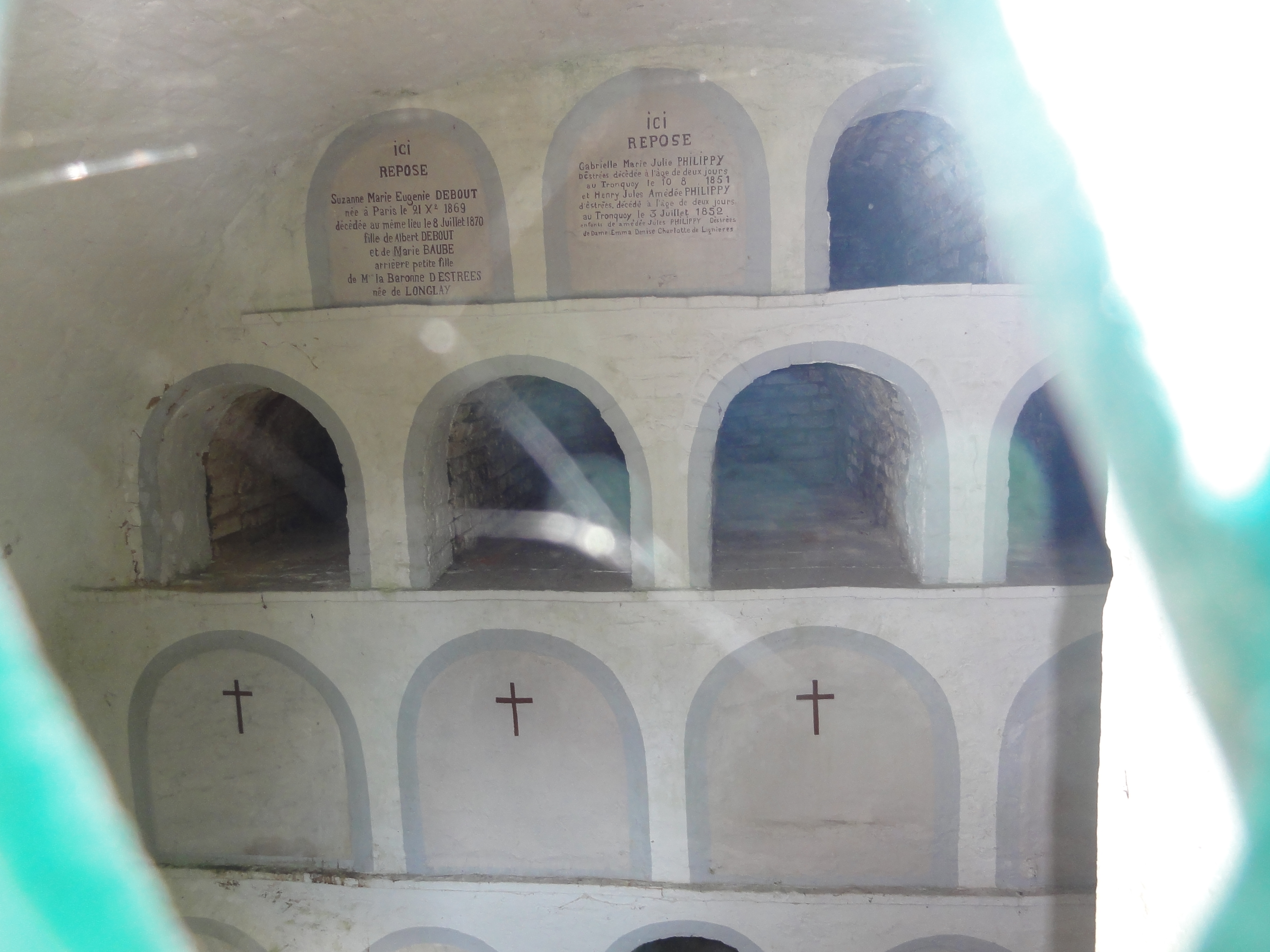
Chapelle funéraire, intérieur.
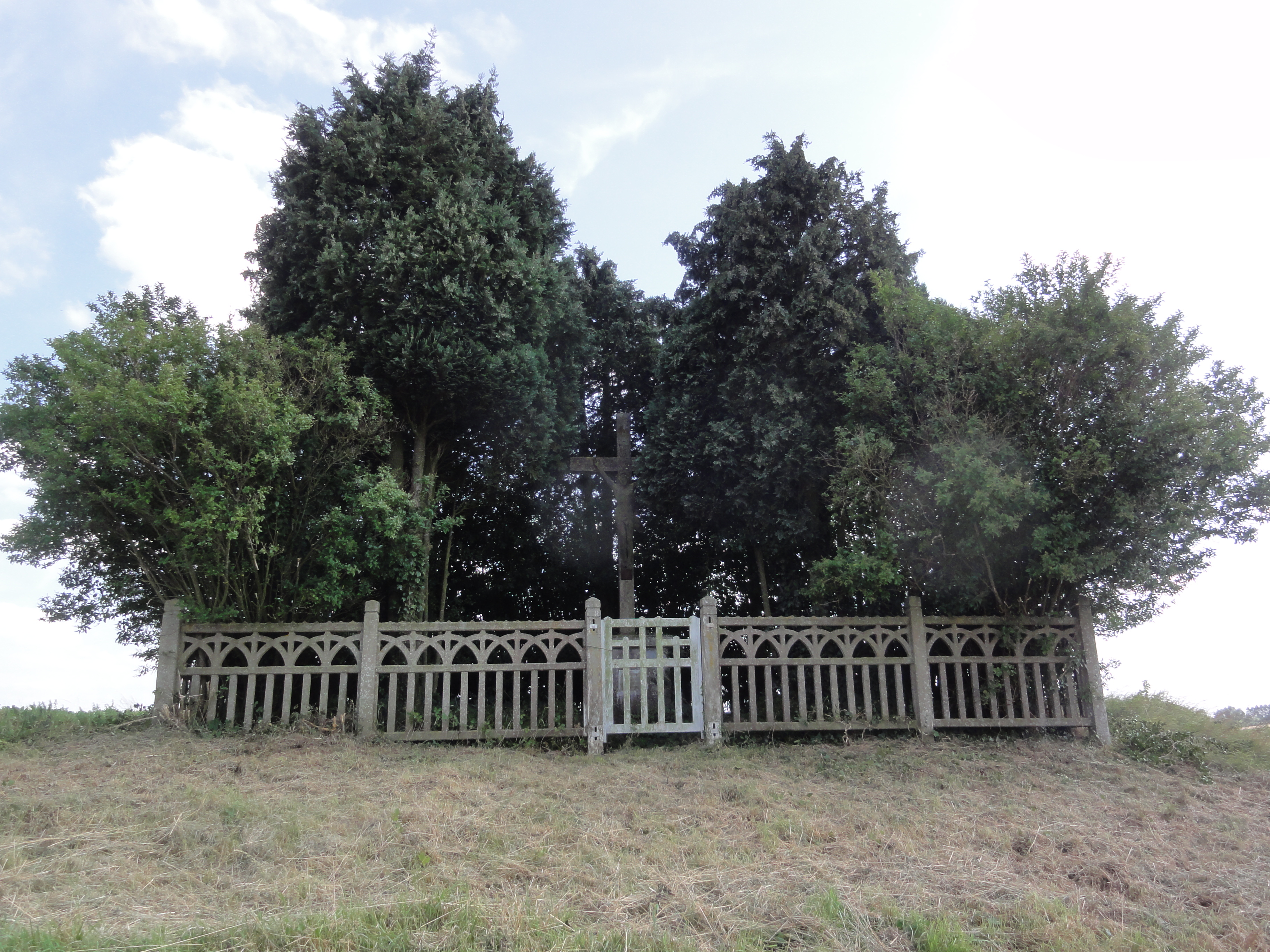
Calvaire.

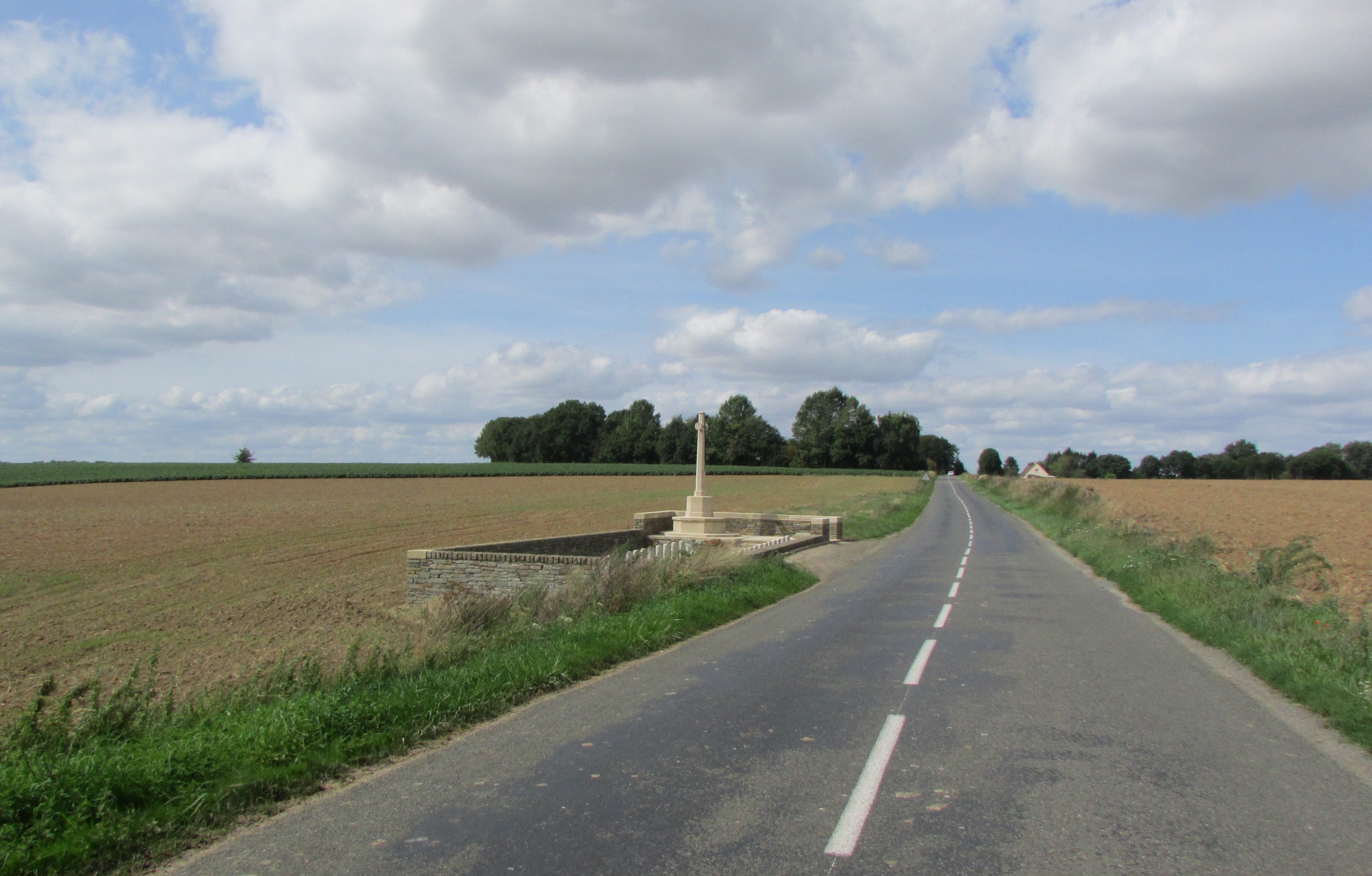
Vue générale.
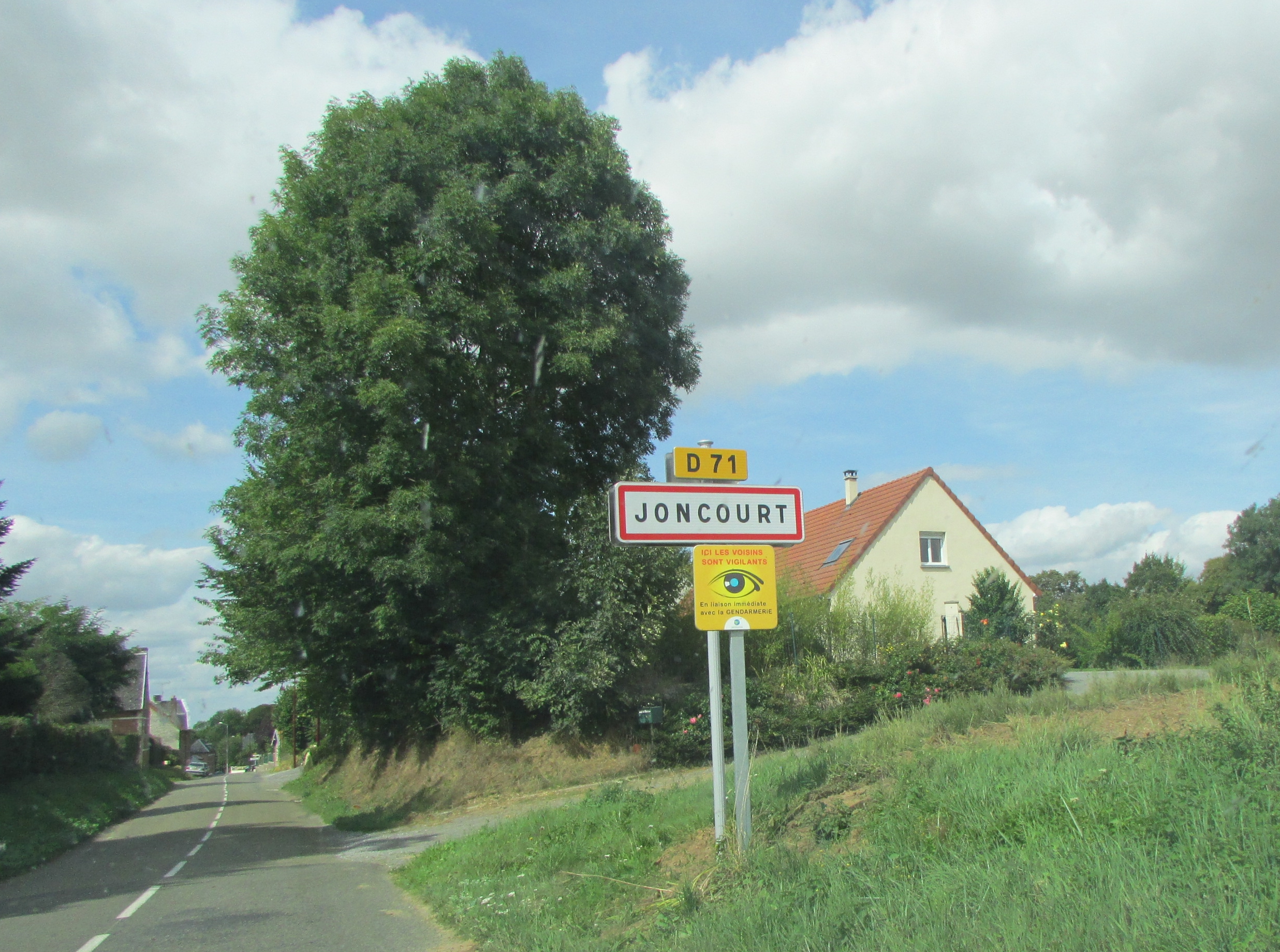
Entrée du village.
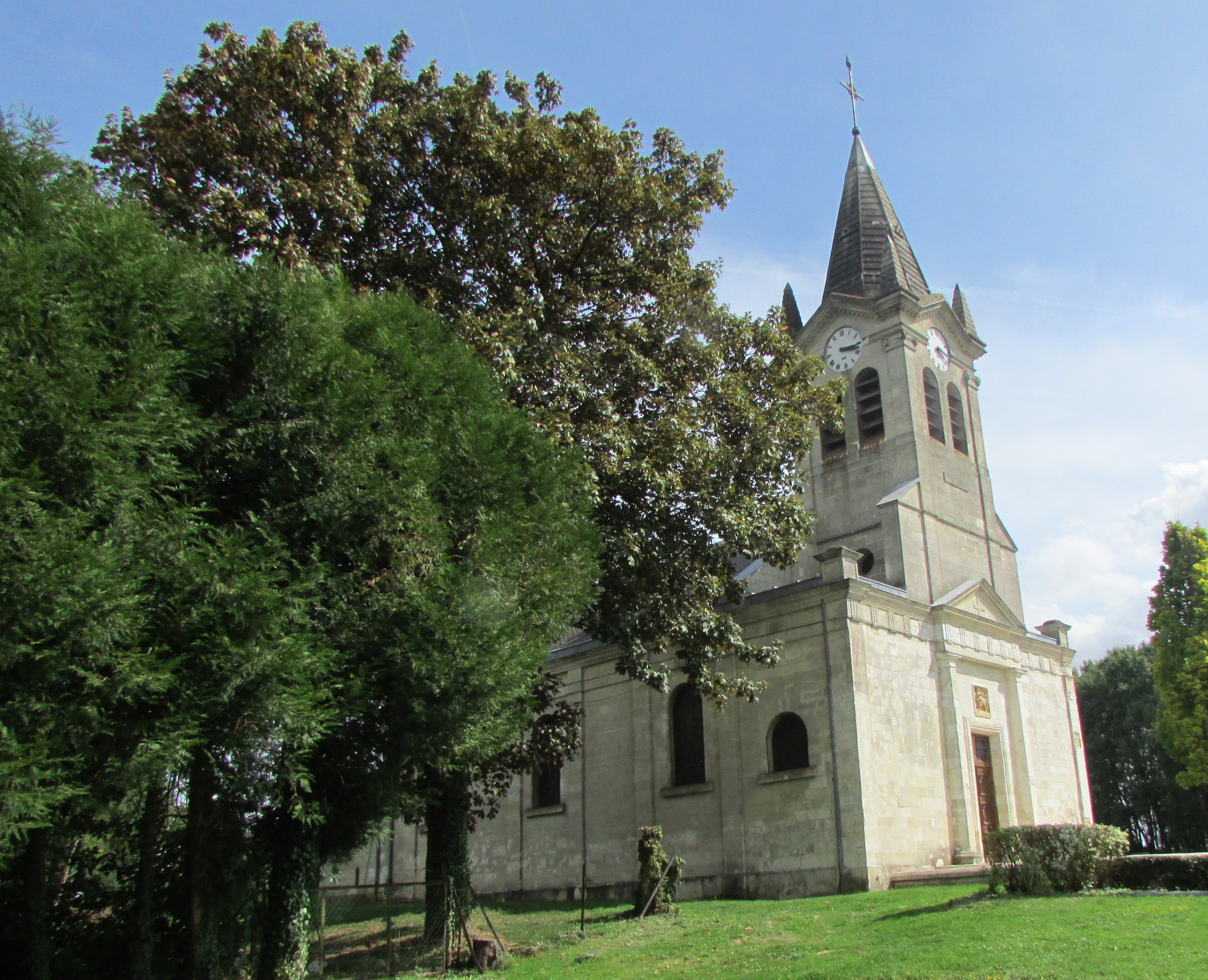
L'église.
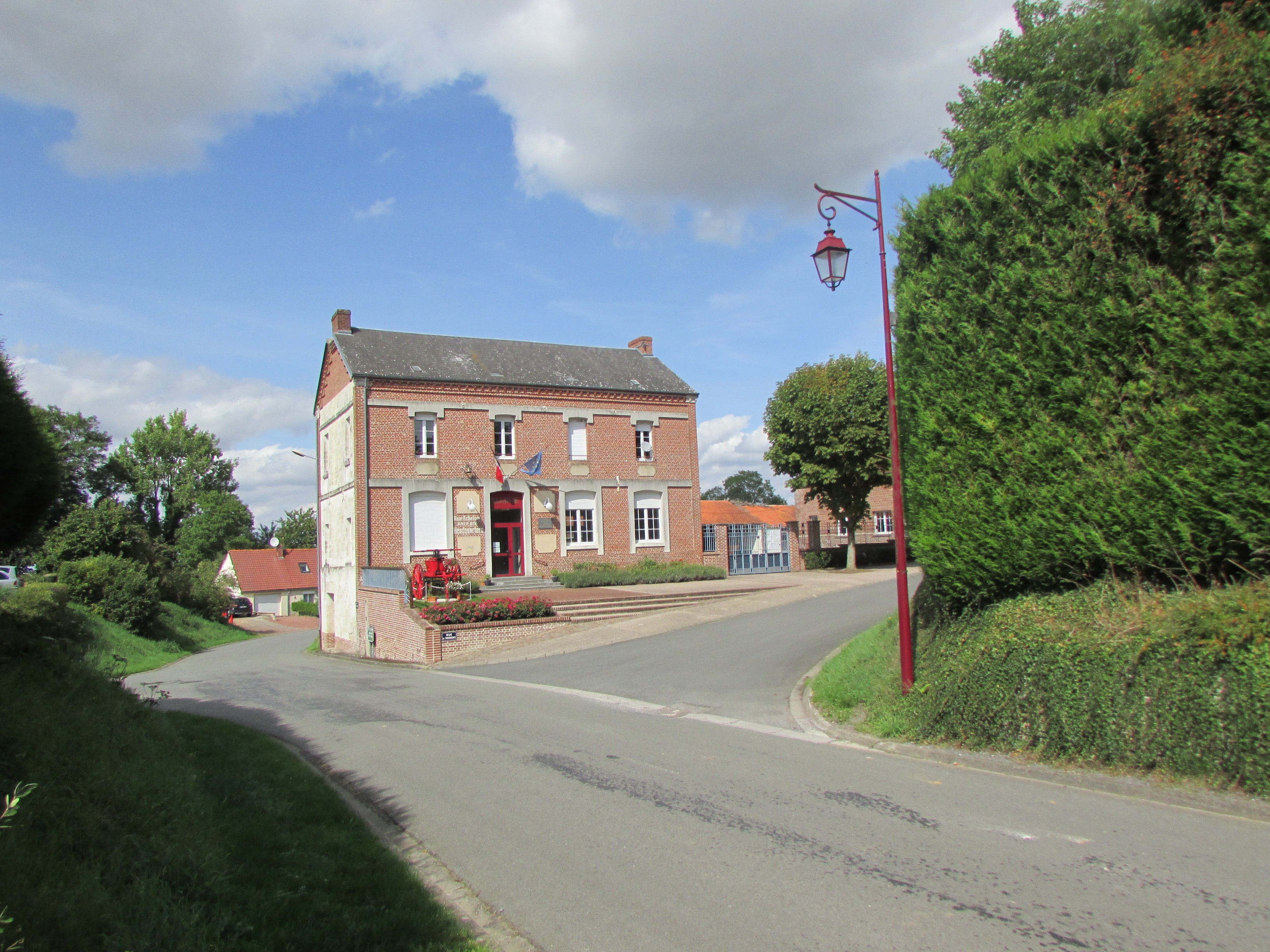
La mairie.
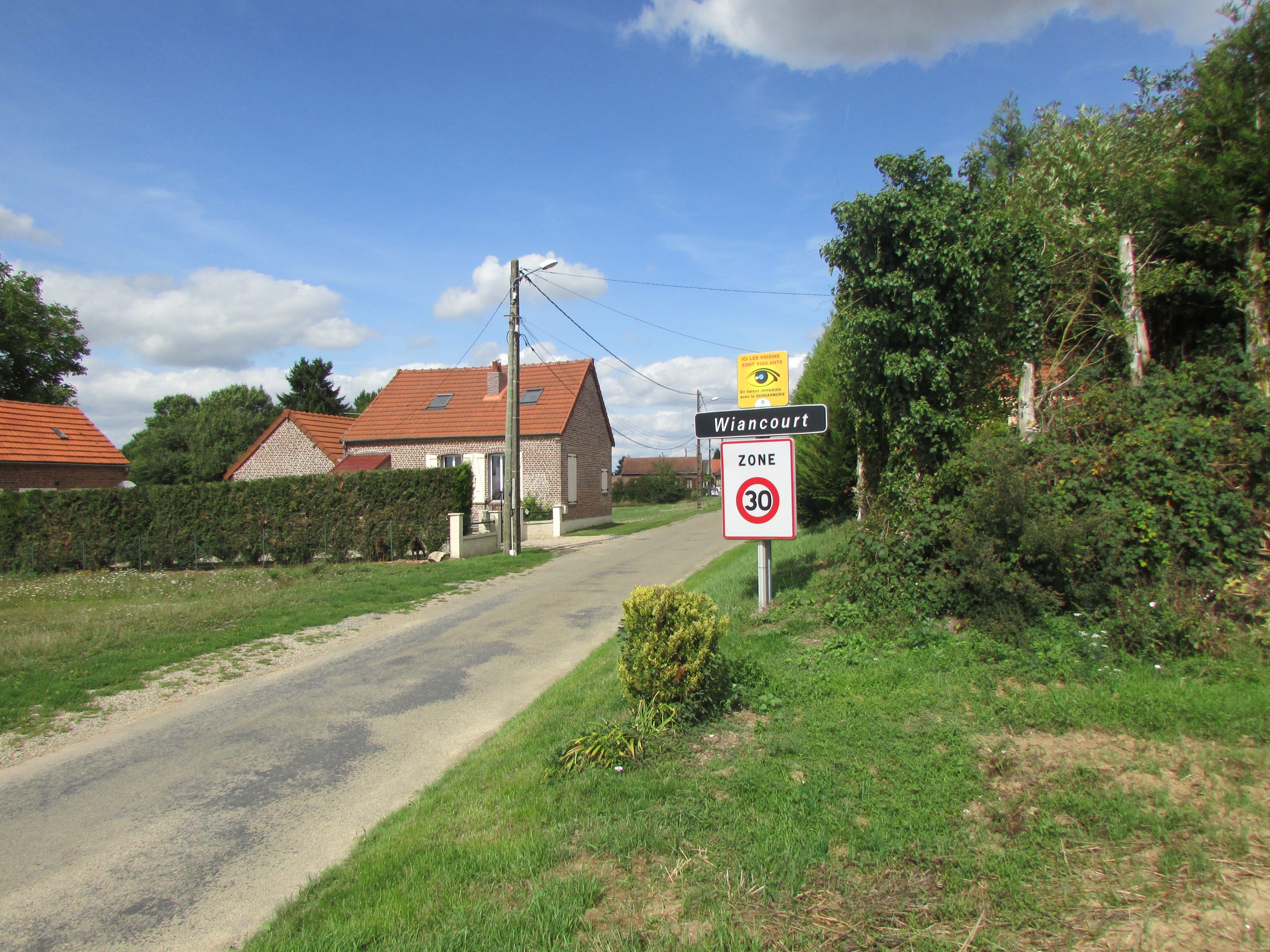
Le hameau de Wiancourt.
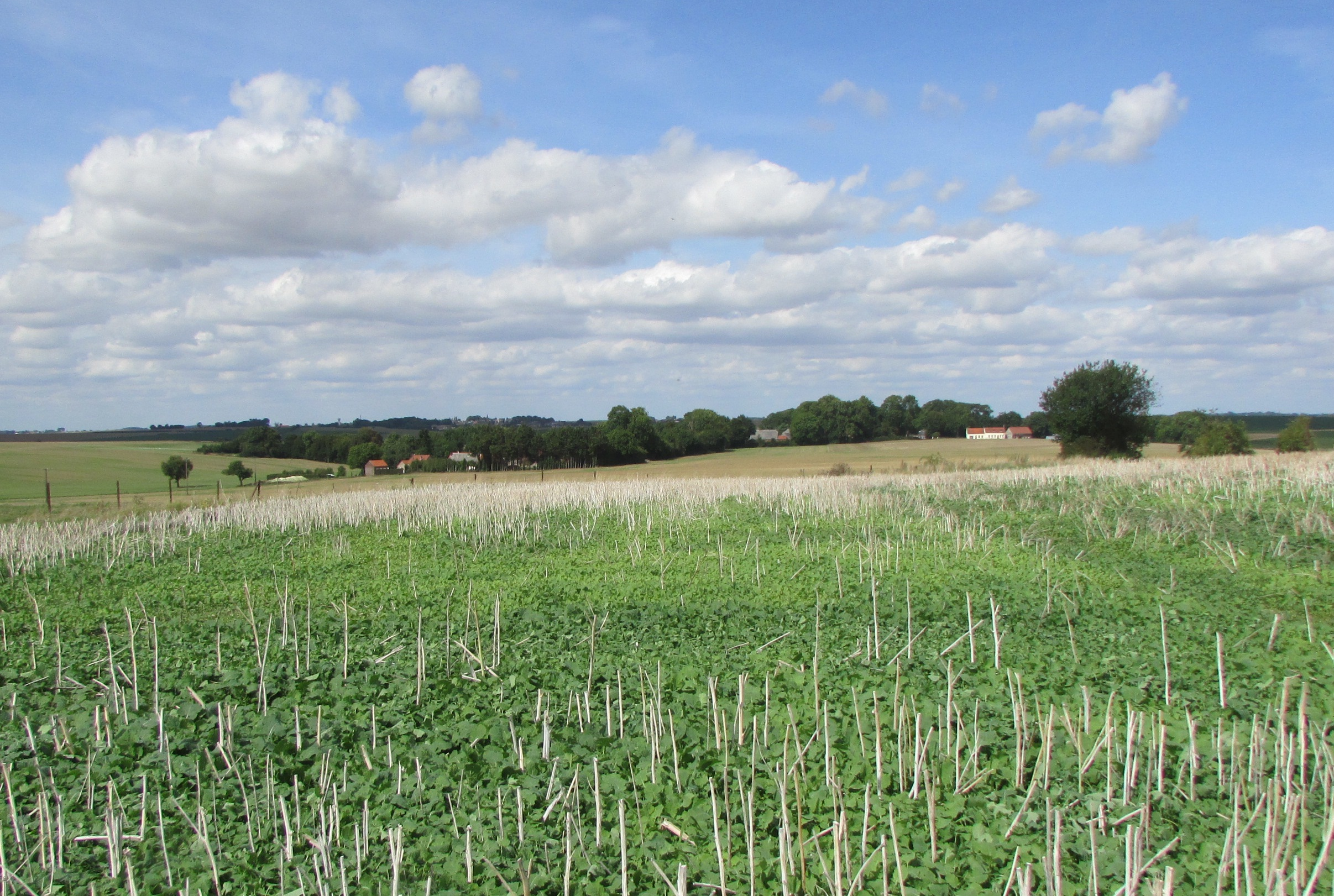
Vue générale du hameau de Wiancourt.

- Monument aux morts au cimetière communal. C'est un des rares monuments aux morts qui donne 1919 comme année de fin de la guerre (traité de paix à Versailles), 1918 étant seulement l'année de l'Armistice.
- Plaque monument aux morts dans l'église Saint-Martin.
- Deux cimetières de guerre de la Commonwealth War Graves Commission : Joncourt British Cemetery et Joncourt East British Cemetery, ainsi que quelques tombes de la CWGC au cimetière communal.

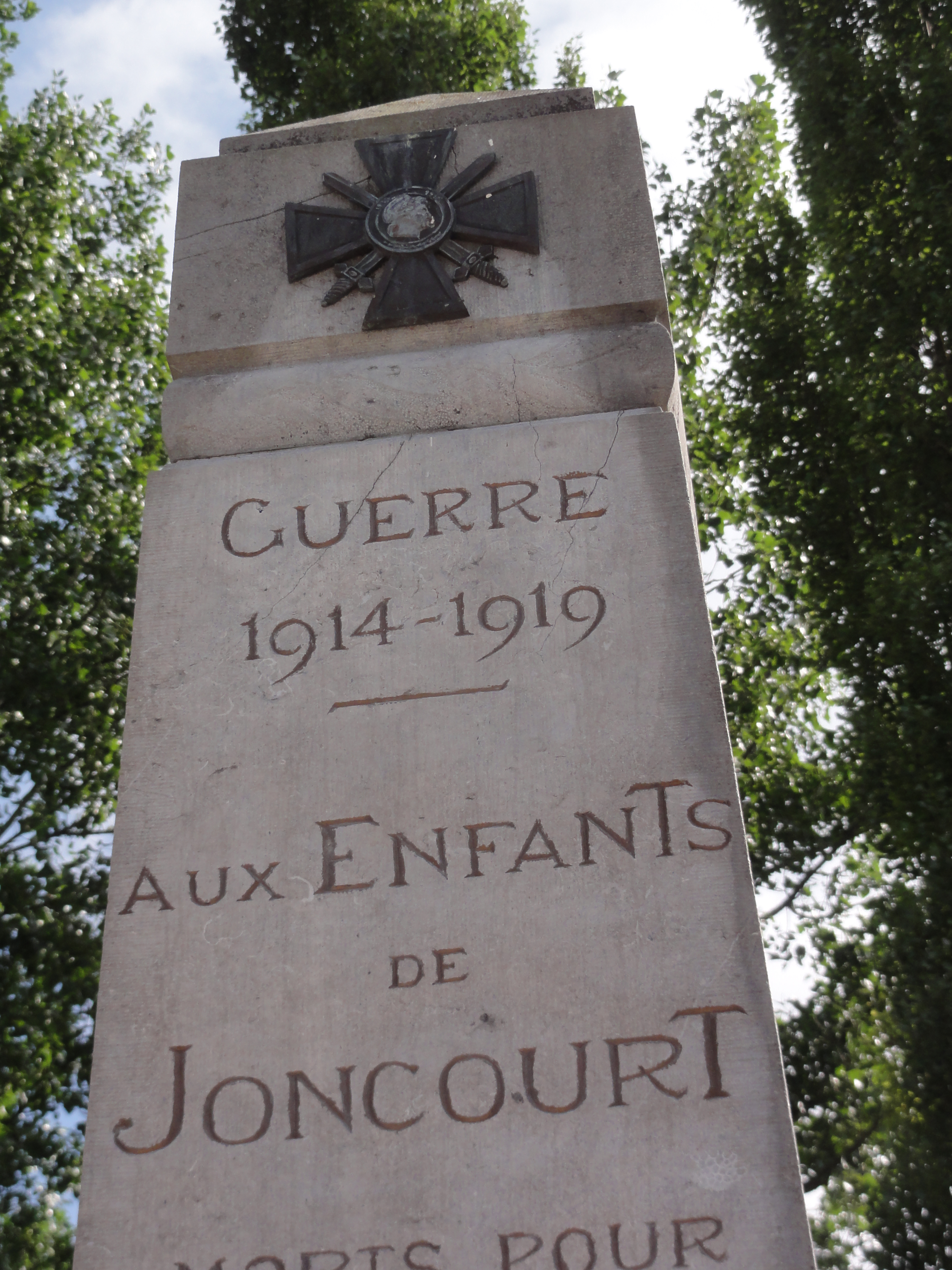
Monument aux morts avec 1914-1919.
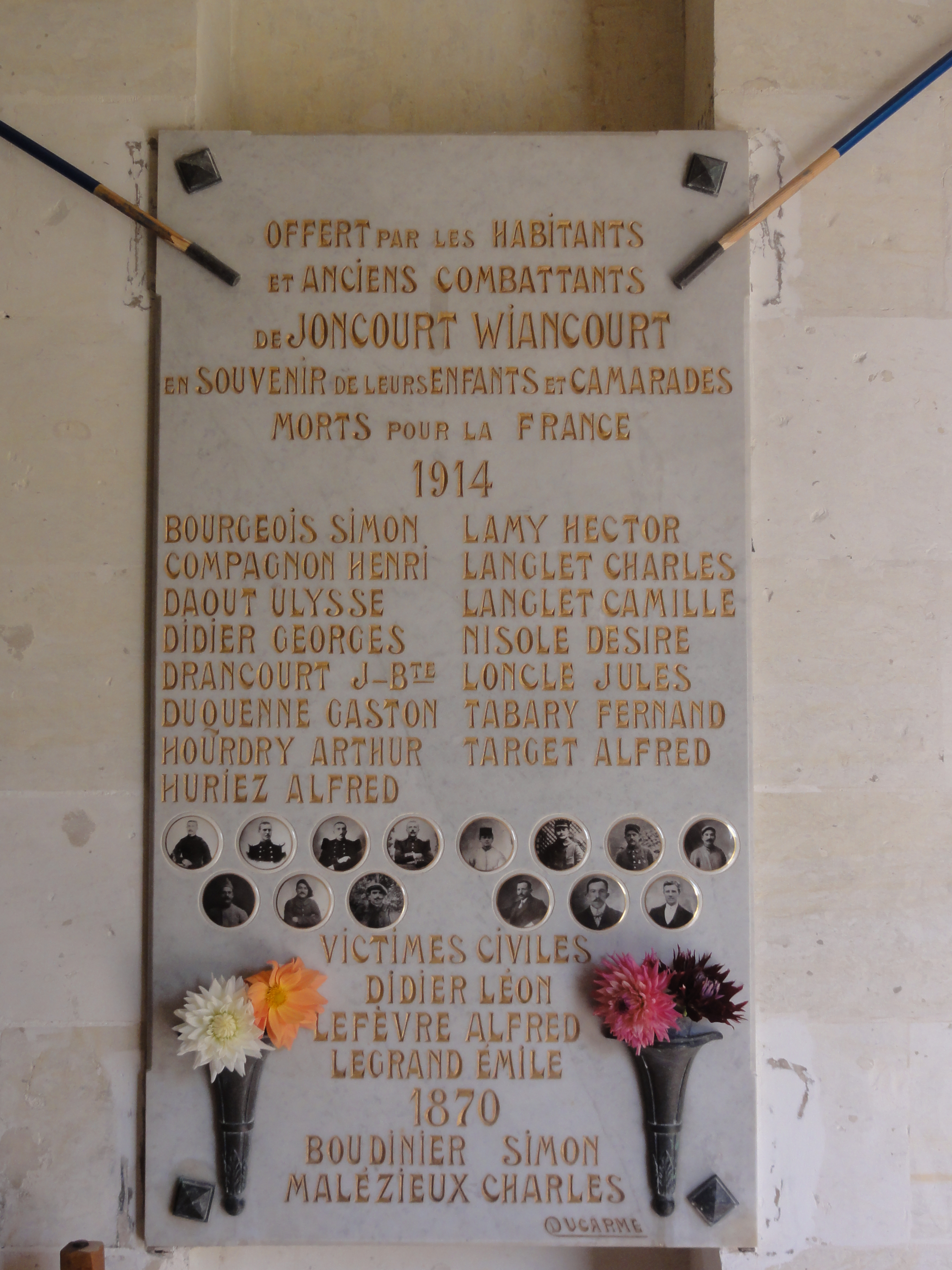
Plaque monument aux morts dans l'église.
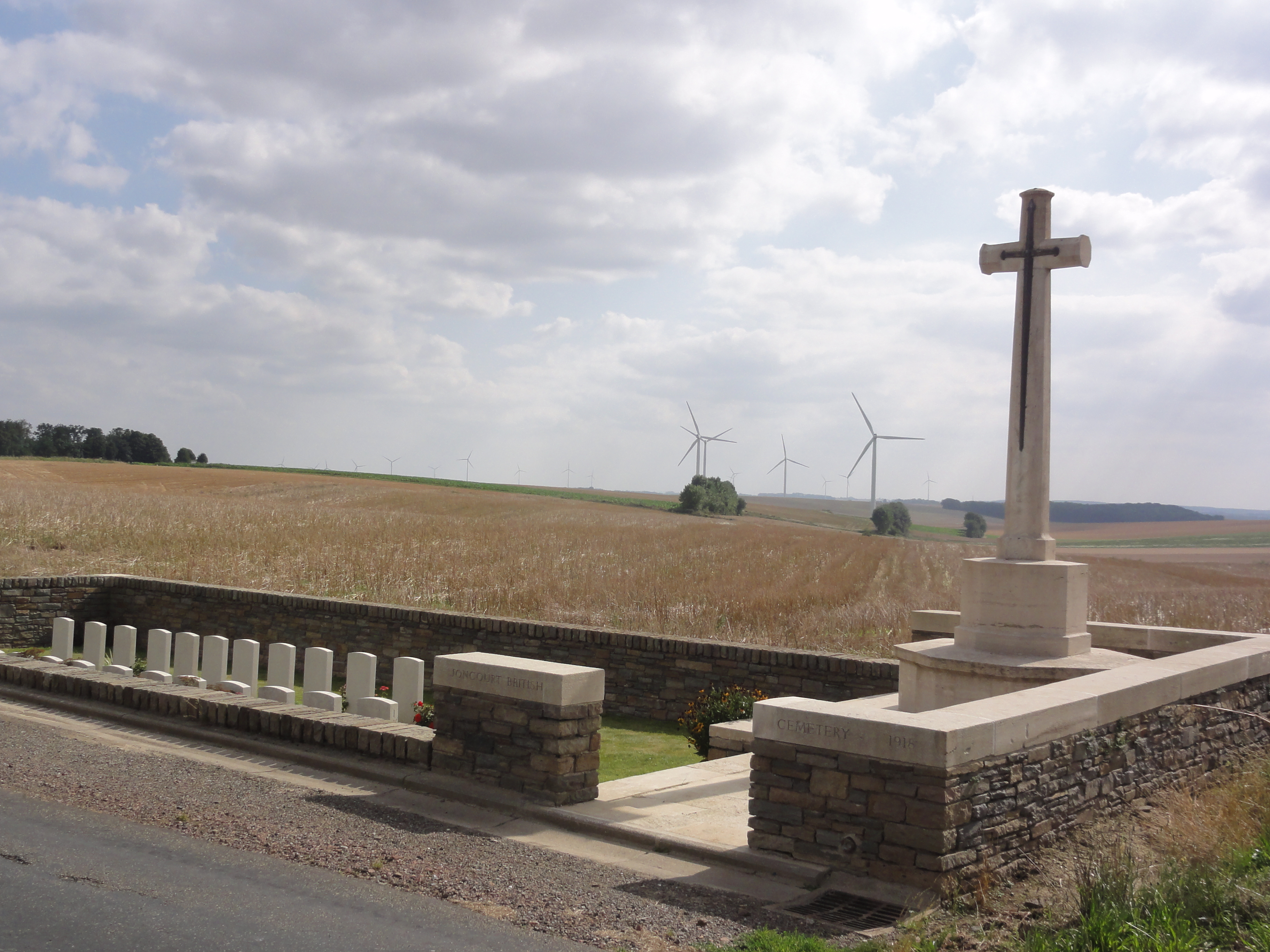
Joncourt British Cemetery.
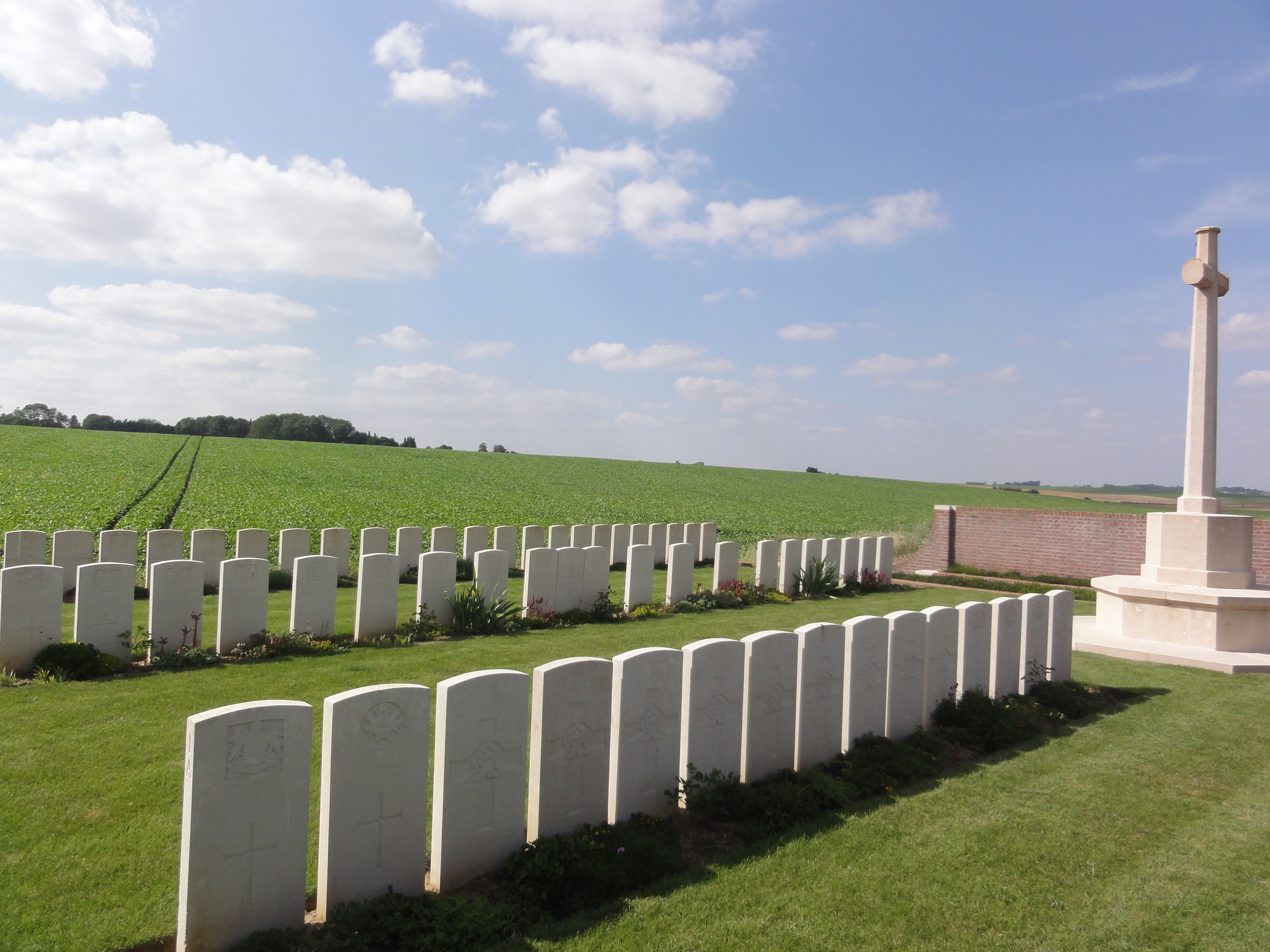
Joncourt East Bristish Cemetery.
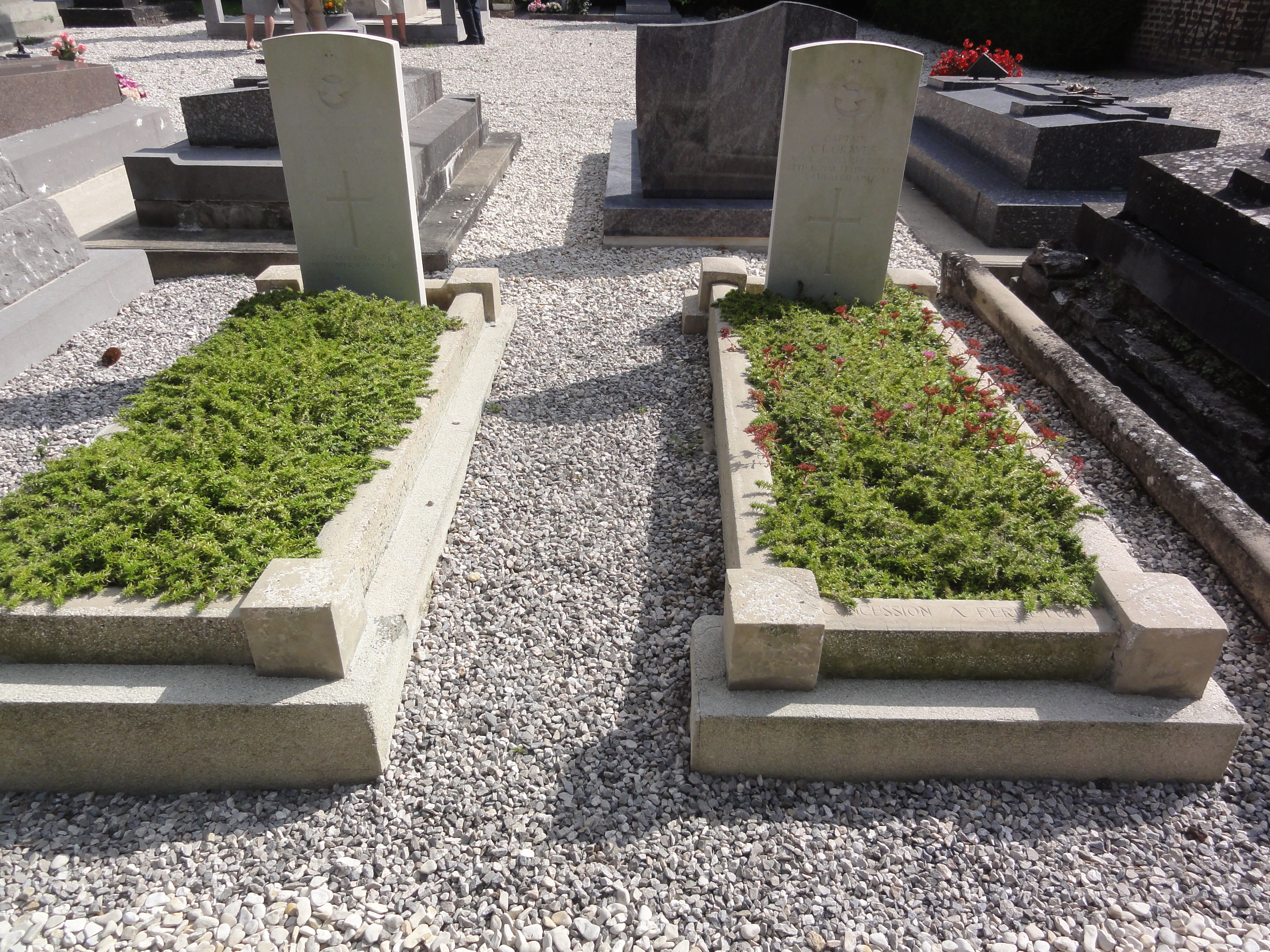
Tombes de la CWGC au cimetière communal.